# Potentiel d'action cardiaque
 (octobre 2024).
Si vous disposez d'ouvrages ou d'articles de référence ou si vous connaissez des sites web de qualité traitant du thème abordé ici, merci de compléter l'article en donnant les références utiles à sa vérifiabilité et en les liant à la section « Notes et références ».
Le potentiel d'action cardiaque correspond à une modification brutale, rapide et locale du potentiel de repos de la cellule excitable. Il s'agit de concepts électrophysiologiques c'est-à-dire concernant la physiologie de l'activité électrique du myocarde.

## Notion de potentiel membranaire
On appelle potentiel membranaire la différence de potentiel électrique (ddp) entre les secteurs intracellulaire et extracellulaire. C'est la répartition différente des ions de part et d'autre de la membrane cellulaire (de constitution lipidique) qui en est à l'origine. On dit que le potentiel membranaire est négatif (ici -
90 mV) lorsque la charge en ions est plus négative à l'intérieur qu'à l'extérieur de la cellule et vice versa. C'est les cas de la cellule "au repos". Ce potentiel est sous le contrôle de trois principaux ions : le potassium (K+), le sodium (Na+), et le calcium (Ca2+). Ce sont les seuls susceptibles de passer la membrane.

## Cinq phases du potentiel d'action cardiaque
Dans le cas des cellules cardiaques, le potentiel va connaître 5 phases
- Phase 0 ou dépolarisation rapide : l’ouverture des canaux Na+ génère un courant entrant de très forte amplitude. On a une dépolarisation de la membrane due à une phase ascendante sodique. Comme la conductance de Na+ est nettement supérieure à la conductance de K+, le potentiel membranaire se rapproche de ENa+.
- Phase 1 ou repolarisation initiale rapide : les canaux Na+ sont inactivés, les canaux Ca²+L (vdp) sont activés. Début de repolarisation due au canal K+ Ito (cationique vdp sortant)
- Phase 2 ou phase en plateau : C’est la phase du plateau du potentiel d’action. Elle correspond à une repolarisation lente qui peut durer plusieurs centaines de millisecondes. La repolarisation est ralentie par la composante lente du courant calcique entrant.

Canaux calciques qui s'ouvrent quand le potentiel de membrane est de -40mV donc durant la phase 0.
- Phase 3 ou de repolarisation lente membranaire due principalement à IKur, Ikr et Iks
- Phase 4 : la dépolarisation diastolique spontanée est due à 3 composantes : le courant de fond Ibg, le courant pacemaker If, le courant calcique ICa,T.

On note également une absence de courant IK1.

## Différents potentiels membranaires
Cela permet de définir 8 potentiels :
- Le potentiel de repos (Phase 4)
- Le potentiel d'action
- Le potentiel seuil
- Le potentiel diastolique maximal
- Pente de prépotentiel
- Overshoot
- Dépolarisation (Phase 0)
- Repolarisation (Phase 3)